# Bissingen an der Teck
Bissingen an der Teck è un comune tedesco di 3 659 abitanti, situato nel land del Baden-Württemberg.